# West End Watch
La West End Watch Company è una fabbrica di orologi ubicata a Leytron nel Canton Vallese in Svizzera. 
Dalla sua nascita, la compagnia ha prodotto e distribuito più di 15 milioni di orologi.

## Storia
Nel 1886 è stata creata la West End Watch Company. Il nome è stato dato in onore al distretto West End di Londra.
Durante la Prima Guerra Mondiale, l'orologio divenne l'orologio militare dato alle truppe inglesi e indiane dislocate sul Golfo Persico e la Mesopotamia.
Nel 1917, la West End Watch Company cambiò il suo nome in Société des Montres West End SA, marchio registrato a Ginevra lo stesso anno.
Nel 1934 la West End SA fu il primo marchio ad introdurre il sistema anti urto Incabloc inventato da Mr. Braunschweig.
Nel maggio del 1960 divenne l'orologio ufficiale che accompagnò la spedizione cinese che conquistò per prima la cima del Monte Everest dalla parete Nord.
Oggi il marchio è molto popolare in Asia e nel Medio Oriente.